# ستيوارت بوفل
ستيوارت بوفل (بالإنجليزية: Stewart Bovell)‏ هو سياسي أسترالي، ولد في 19 ديسمبر 1906 في أستراليا، وتوفي في 15 سبتمبر 1999. حزبياً، نشط في حزب أستراليا الليبرالي (شعبة أستراليا الغربية). وقد انتخب عضو الجمعية التشريعية لأستراليا الغربية.